# Chùa Tứ Thiên Vương
Shitennō-ji (Nhật: 四天王寺 (Tứ Thiên Vương tự) còn gọi là Arahaka-ji, Nanba-ji, hay Mitsu-ji) là một ngôi chùa ở Ōsaka, Nhật Bản. Ngôi chùa này được coi là ngôi chùa đầu tiên và lâu đời nhất Nhật Bản, mặc dù các công trình trong chùa đã được xây dựng lại nhiều lần trong dòng lịch sử và không còn là nguyên bản. Ngôi chùa là 1 trong 7 ngôi chùa được Thánh Đức Thái tử kiến lập.

## Lịch sử

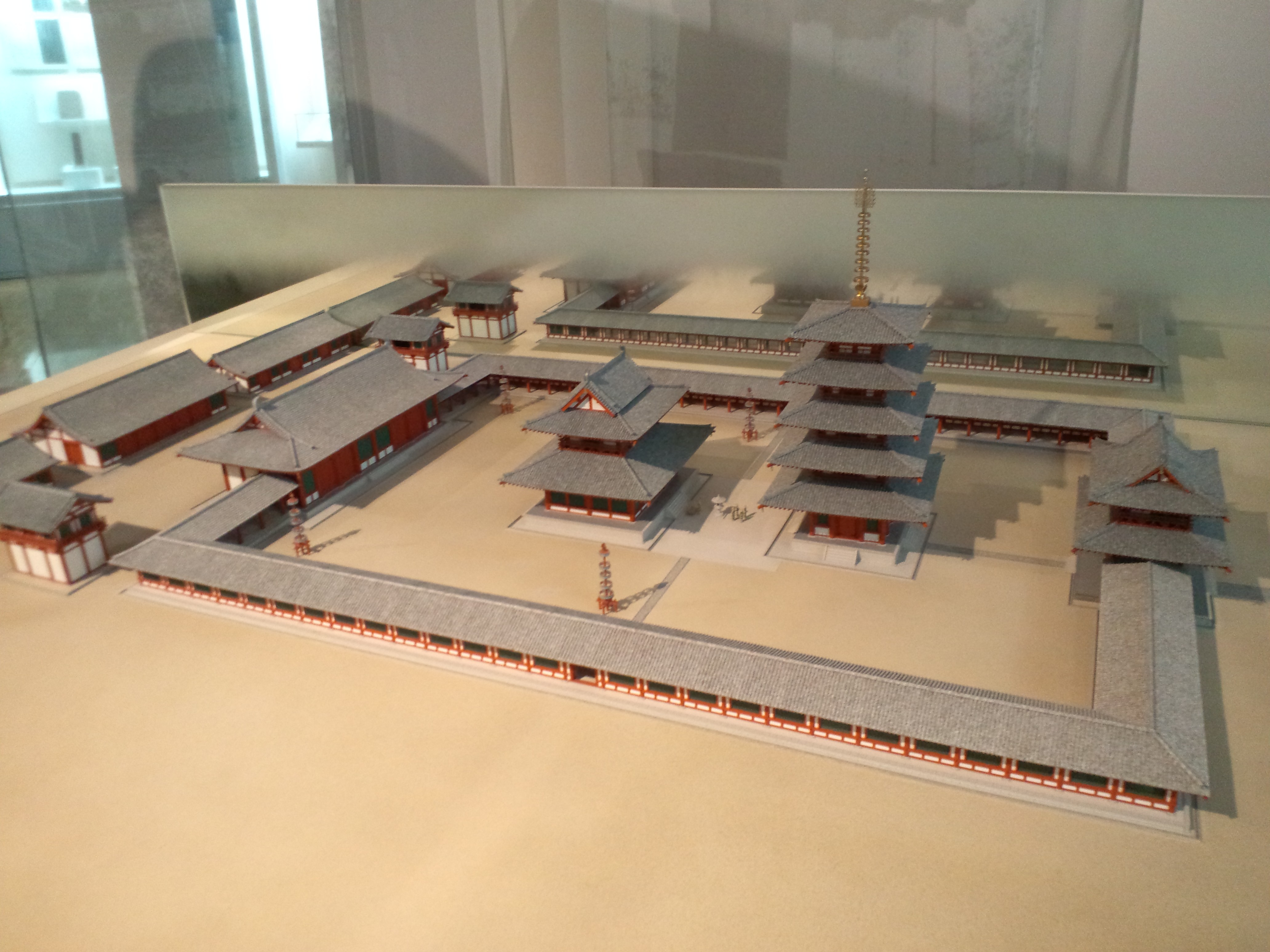
Mô hình chùa Tứ Thiên Vương

Thánh Đức Thái tử (Shotoku) mời ba thợ mộc Bách Tế Triều Tiên xây dựng ngôi chùa này vào năm 593, đúng thời điểm bắt đầu nắm quyền Nhật Bản. Thái tử Shotoku được biết đến là một tín đồ Phật giáo ngoan đạo vào thời điểm mà Phật giáo chưa phổ biến rộng rãi ở Nhật Bản. Trong giới quý tộc, dòng họ Soga mà tiêu biểu là Soga no Umako rất hâm mộ Phật giáo. Tuy nhiên, dòng họ đối địch với Soga là dòng họ Mononobe lại bài trừ Phật giáo và muốn duy trì sự độc tôn của Thần đạo. Sự đối địch dẫn tới chiến tranh. Thái tử Shotoku đứng về phe ủng hộ Phật giáo, tự cầm quân ra trận và đánh bại lực lượng đối lập. Trước khi ra trận, ông làm lễ cầu Tứ Thiên Vương và thề sẽ dựng chùa thờ Tứ Thiên Vương nếu thắng trận. Sau chiến thắng, ông cho dựng chùa Shitenō và đưa chùa này lên hàng quốc tự. Câu chuyện này được ghi lại trong Nhật Bản thư kỷ như sau:
| “                                                     | ...Vào lúc bấy giờ, Hoàng tử Umayato (tên thật của Thánh Đức Thái tử và lúc này mới 14 tuổi), tóc được cột lên thái dương, đi theo sau quân đội [phe Phật giáo]. Ngài tự hỏi rằng: "Chẳng lẽ chúng ta sẽ bị đánh bại sao? Nếu không cầu nguyện, chúng ta sự không thể thành". Và thế ngài đã chặt cây Bạch giao (白膠) và tạo thành hình dạng của Tứ Thiên Vương và khấn, "Nếu trận này quân ta thắng, ta nguyện sẽ dựng lên một ngôi chùa thờ Tứ Thiên Vương, người canh giữ thế giới". Soga no Mŭmako cũng khấn rằng: "Hỡi các vị Thiên Vương và Đại đế Thần vương, hãy phù hộ cho chúng con, giúp chúng con giành được thế thượng phong. Nếu lời thỉnh cầu này được chư thần đáp ứng, con sẽ dựng lên một ngôi chùa để phụng sự hương khói các Thiên vương và Đại đế Thần vương, và sẽ truyền bá chân lý Tam bảo đi khắp thiên hạ. Lúc này một người tên là Ichihi, Tomi no Obito, đã bắn chết Monobe Moriya và con trai của y. Lực lượng nhà Mononobe tự khắc tan rã." | ” |
| — Nhật Bản thư kỷ, quyển 21, "Dụng Minh Thiên hoàng". | |   |

Khi được thành lập, ngôi chùa được chia ra thành bốn viện:
- Kính Điền viện (敬田院, Keiden-in)
- Bi Điền viện (悲田院, Keiden-in)
- Thí dược viện (施薬院, Seyaku-in)
- Liệu bệnh viện (療病院, Ryōbyō-in)

Tên của ngôi chùa được đặt theo Tứ Đại Thiên Vương, trong khi bàn thờ trong ngôi chùa được đặt tên là Tu-di đàn (須弥壇, Shumidan) theo núi Tu-di. Quần thể chùa với tổng diện tích ban đầu là 11 ha thường hay bị phá hủy bởi hỏa hoạn, bão và nội chiến trong suốt quá trình lịch sử, nhưng luôn được xây dựng lại theo mô hình cũ. Sau khi bị phá hủy trên diện rộng vào cuối Thế chiến thứ hai, ngôi đền được xây dựng lại theo kiểu cũ từ những năm 1960, nhưng lần này đã được bê tông hóa. Mặc dù vậy, ngôi đền vẫn mang lối kiến trúc cũ và vẫn là một ví dụ điển hình về kiến trúc của thời Asuka.
Hầu hết các cấu trúc hiện tại là từ khi ngôi chùa được xây dựng lại lần cuối vào năm 1963. Một trong những thành viên tham gia vào việc xây dựng chùa vào thế kỷ thứ 6 đã thành lập công ty Kongō Gumi, chuyên về xây dựng đền chùa trong nhiều thế kỷ. Công ty này vẫn tồn tại 1400 năm và là công ty độc lập liên tục lâu đời nhất trên thế giới cho đến khi bị vỡ nợ vào tháng 1 năm 2006 và được Tập đoàn xây dựng Takamatsu mua lại.
Ngoài danh xưng Thiên vương tự (天王寺, Tennō-ji) thì ngôi chùa cũng từng được gọi bằng những cái tên sau trong lịch sử: Hoang Lăng tự (荒陵寺, Arahaka-ji), Nan Ba Đại tự (難波大寺, Naniwa-daiji), Ngữ Tân tự (御津寺, Mitsu-ji) hay Quật Giang tự (堀江寺, Horie-dera).

## Mô tả

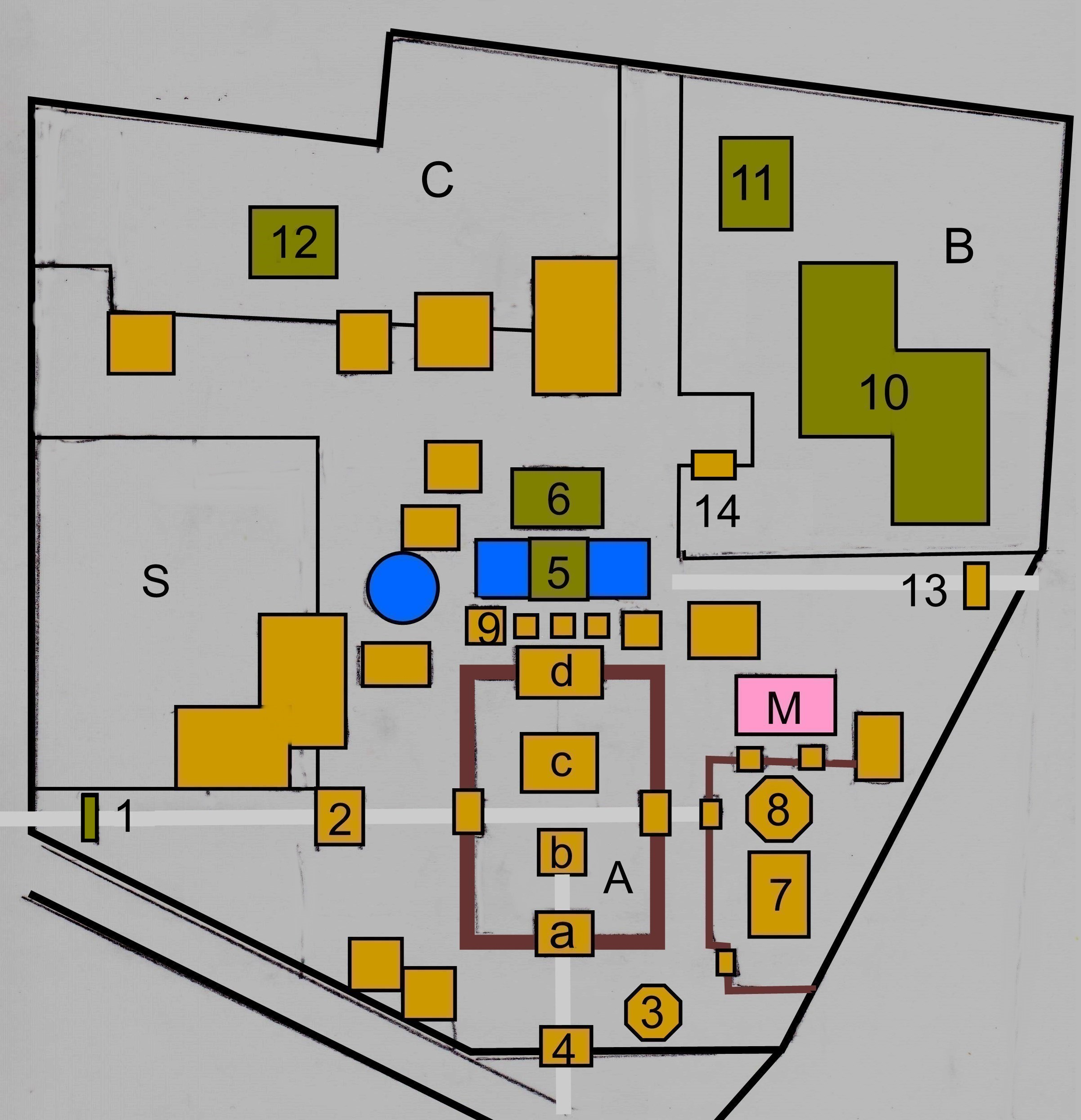
Sơ đồ chùa

Ngôi đền được xây dựng phỏng theo các ngôi chùa cùng thời ở Trung Quốc.
- Đi qua "Trung môn" (中門, Chūmon) du khách sẽ đi qua một lối hành lang bao quanh khu vực chính điện. Các cột trụ trên hành lang này đều có những đường gờ dọc cột (Entasis), một đặc điểm khá đặc trưng của thời bấy giờ. Trung môn cũng được gọi là Nhân môn (仁門, Niōmon), được đặt tên theo hai vị hộ pháp Nhân Vương (仁王) đứng canh hai bên. Với chiều cao 5,3 m, hai bức tượng này là hai bức tượng hộ pháp lớn thứ hai Nhật Bản, chỉ sau mỗi tượng hộ pháp tại Đông Đại tự ở Nara. Người đã chế tác ra hai bức tượng này dựa trên nguyên bản của nó là thiền sư Matsuhisa Hōrin (1901–1987).

Tiếp đến là:
- Toà tháp 5 tầng (b), tên là Ngũ Trùng tháp (五重塔, Gojū-no-tō) cao 29,2 m,
- Kim đường (c) (金堂, Kondō), có tượng Quan Thế Âm Bồ Tát đang ngồi
- Giảng đường (d) (講堂, Kōdō), được tích hợp vào cánh phía bắc của chùa, thờ A-di-đà Như Lai (阿弥陀如来, Amida Nyorai)

Nếu đi từ hướng nam, người ta sẽ phải đi qua Nam Đại môn (南大門, Nandaimon; 4), một công trình mới được phục dựng trong thời gian gần đây. Nếu đi từ hướng tây người ta sẽ đi qua cổng Torii bằng đá (1) vẫn còn nguyên vẹn và Cực Lạc môn (極樂門, Gorakumon; 2) – một công trình cũng mới được phục dựng trong thời gian gần đây.

## Hình ảnh

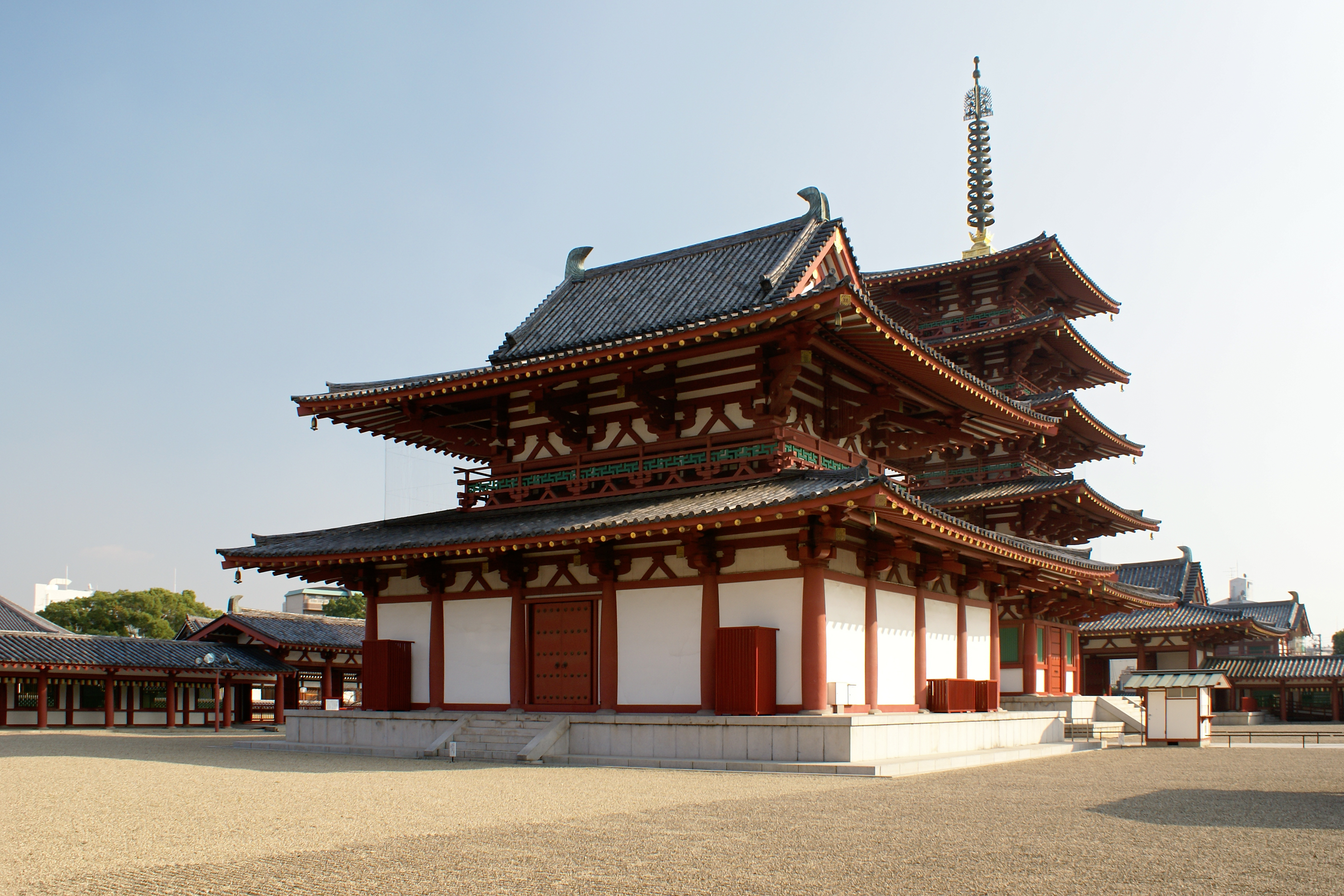
Kim đường 金堂
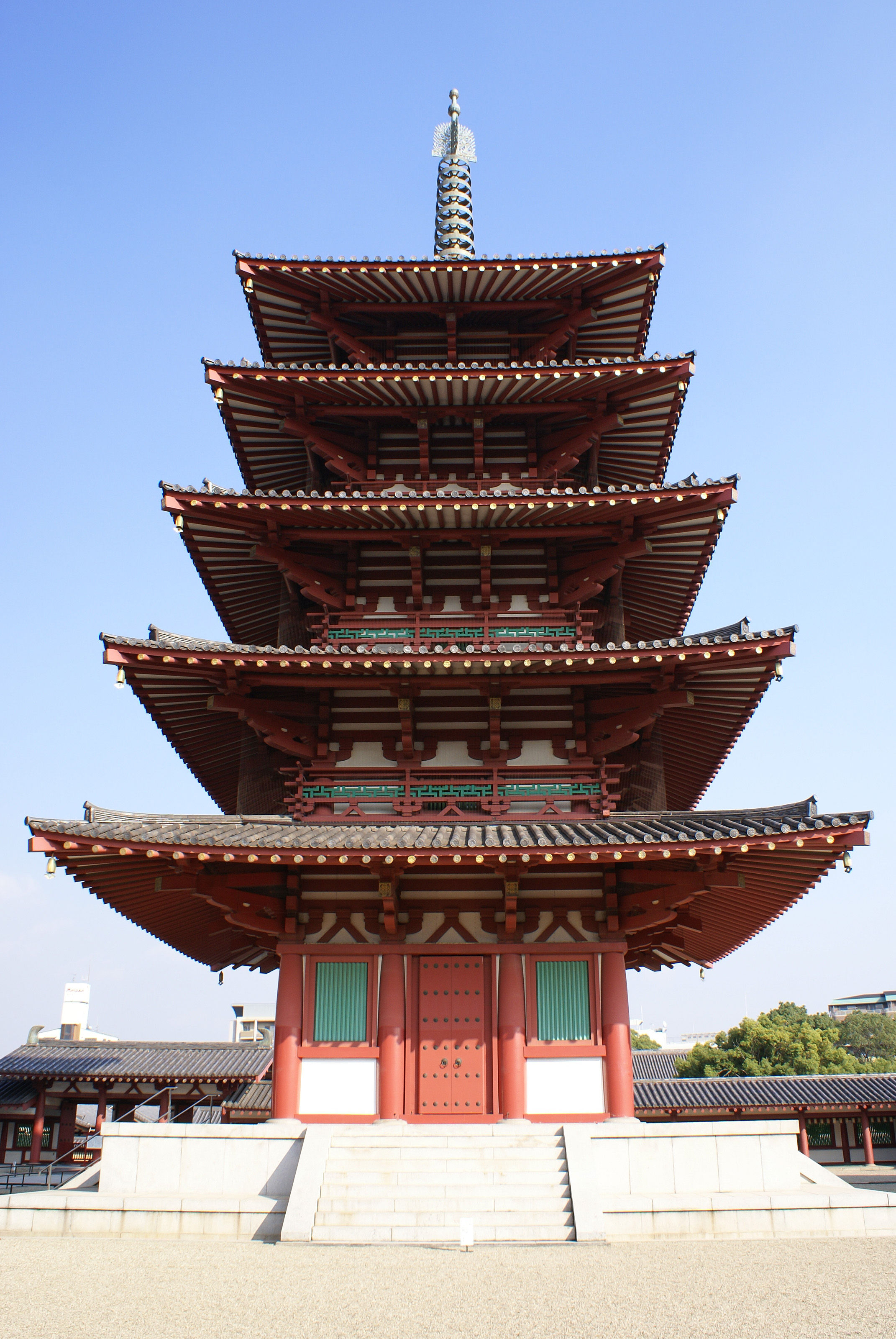
Ngũ Trùng tháp 五重塔
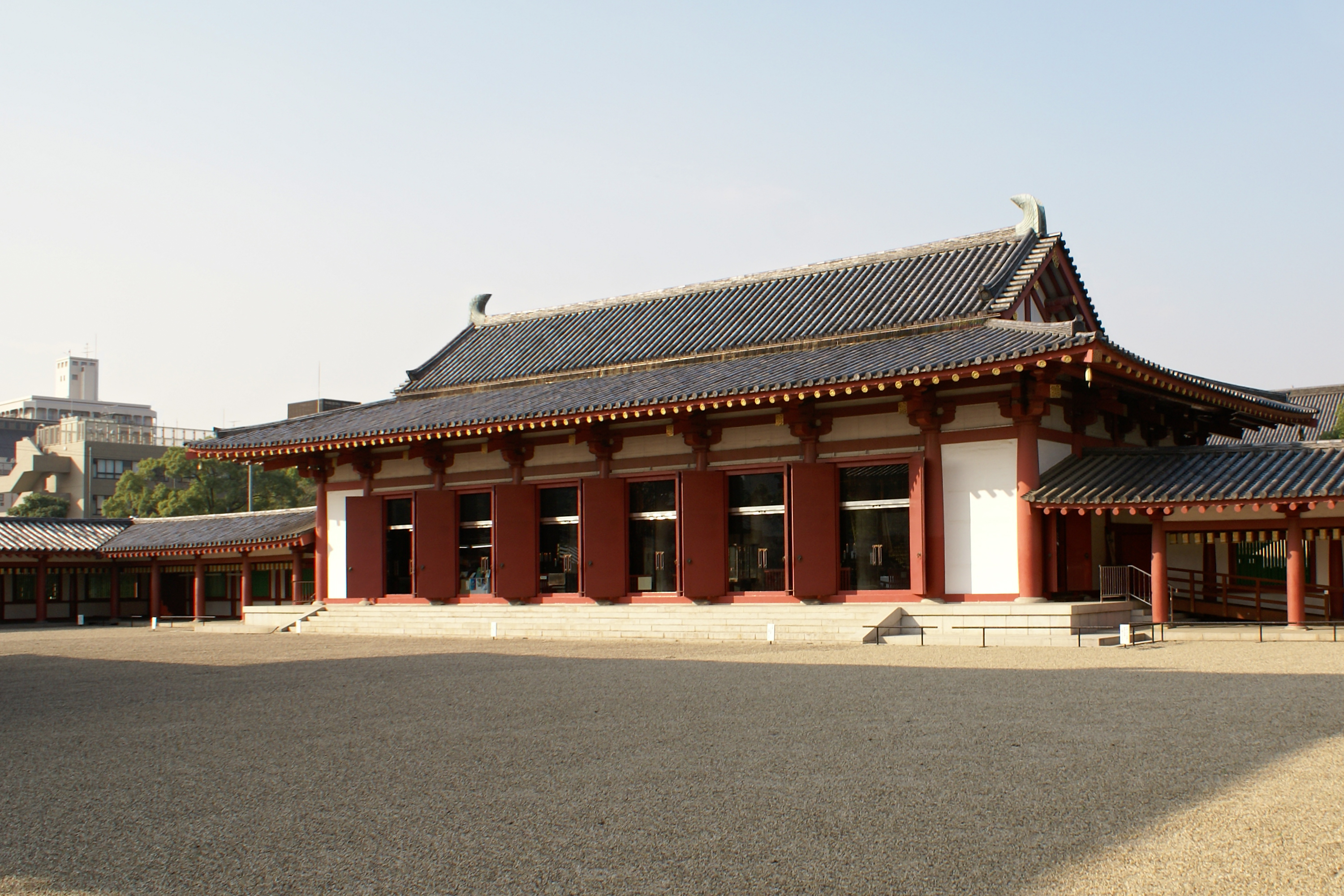
Giảng đường 講堂
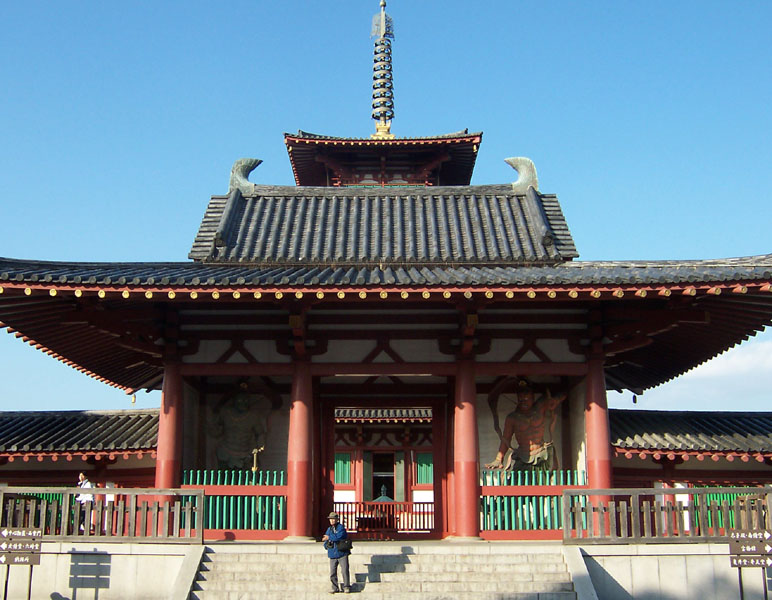
Trung môn 中門（còn gọi là Nhân vương môn, 仁王門）
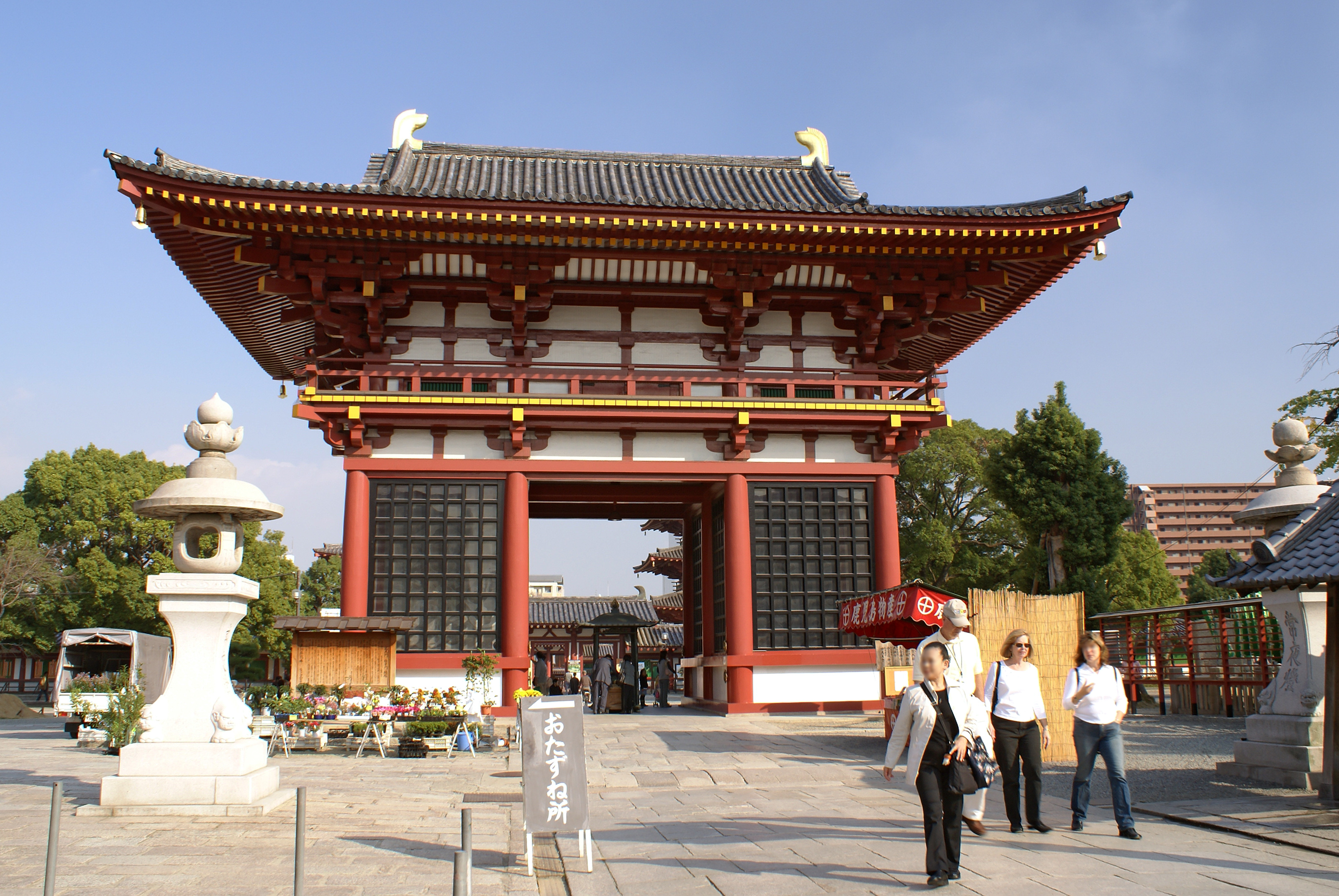
Tây đại môn 西大門（Cực lạc môn, 極樂門）
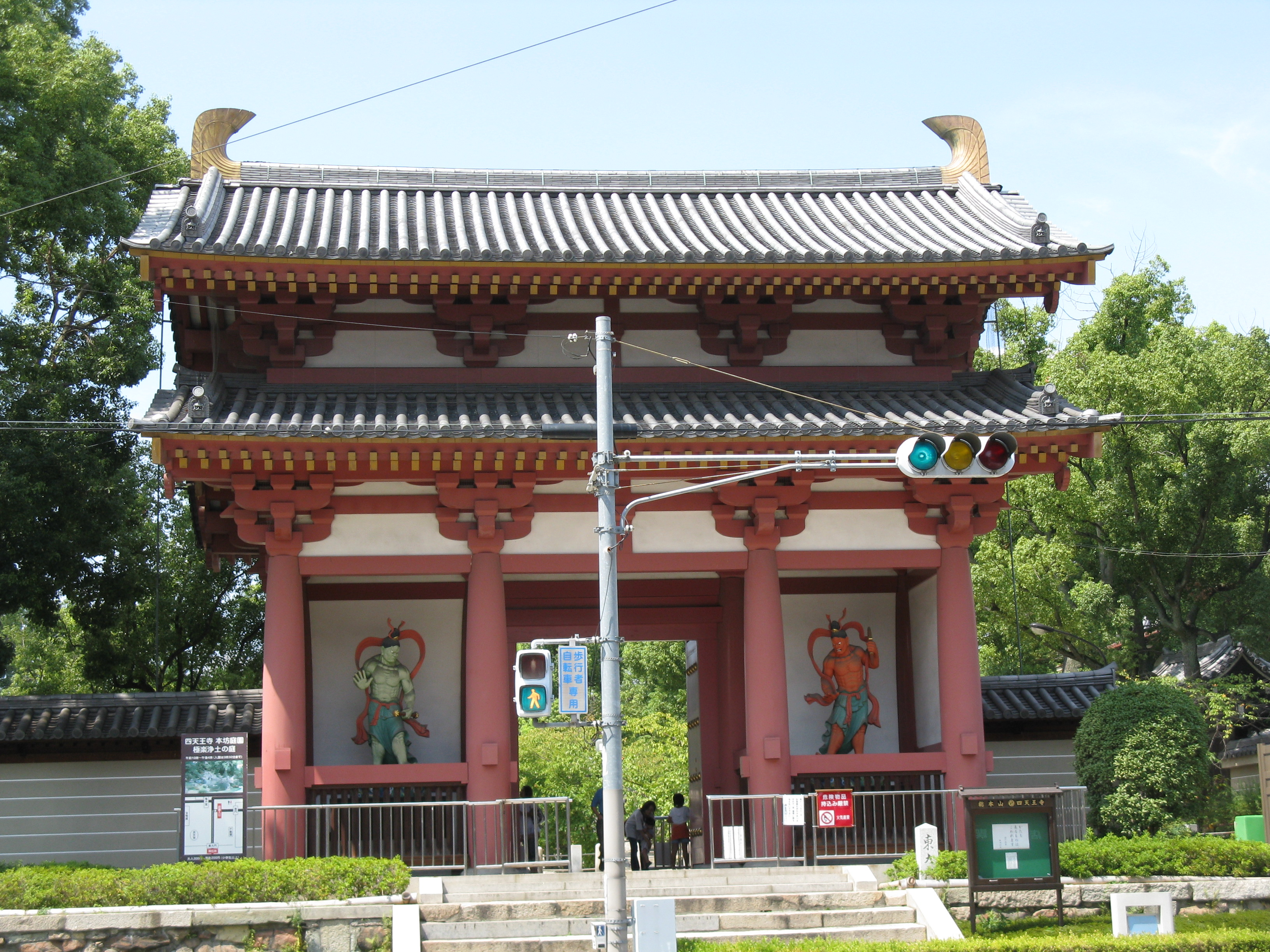
Đông Đại môn 東大門
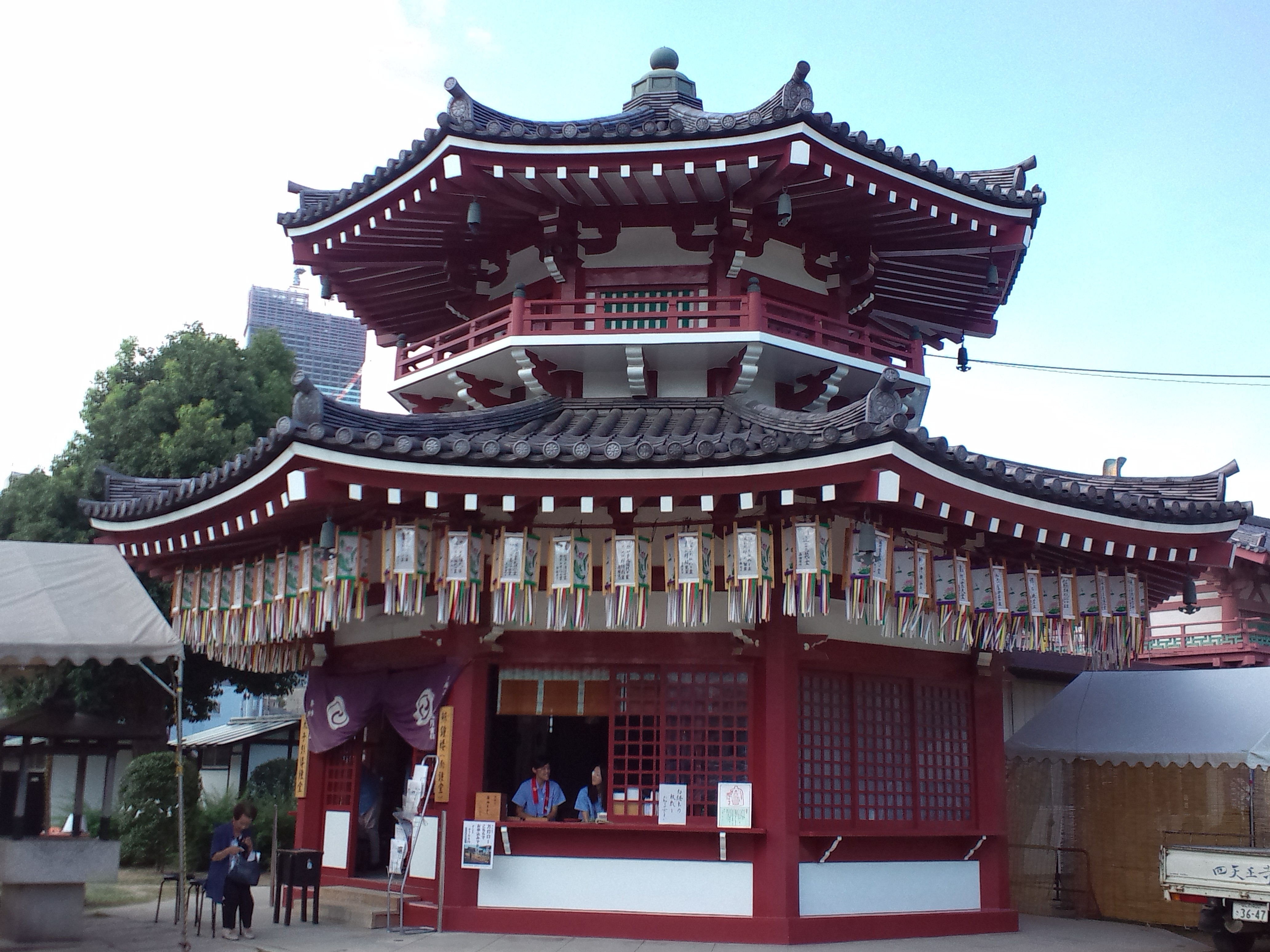
Nam Chung đường (Gác chuông phía nam) 南鐘堂
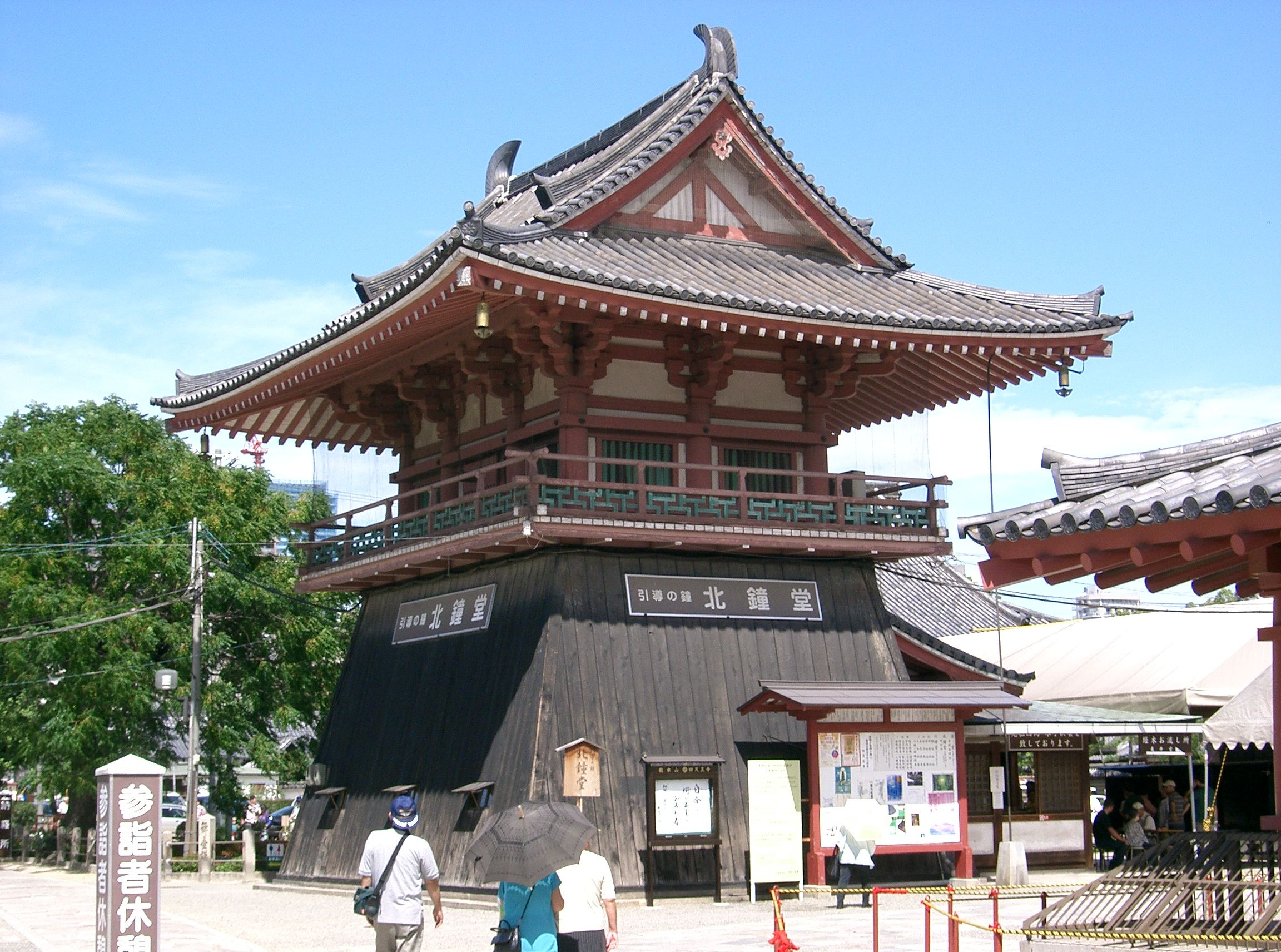
Bắc chung đường (Gác chuông phía bắc) 北鐘堂
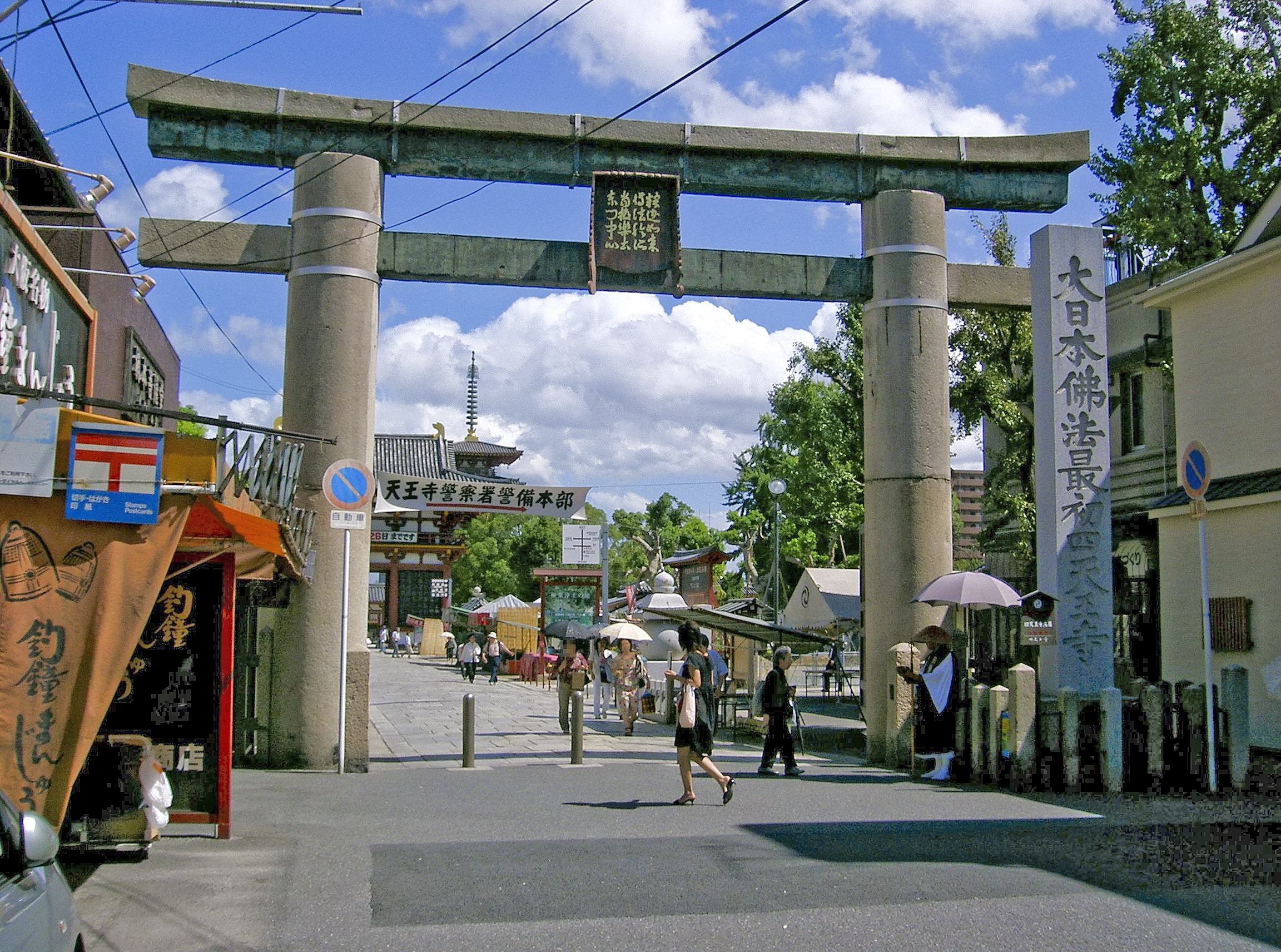
Cổng Torii bằng đá ở trước Tây Đại Môn
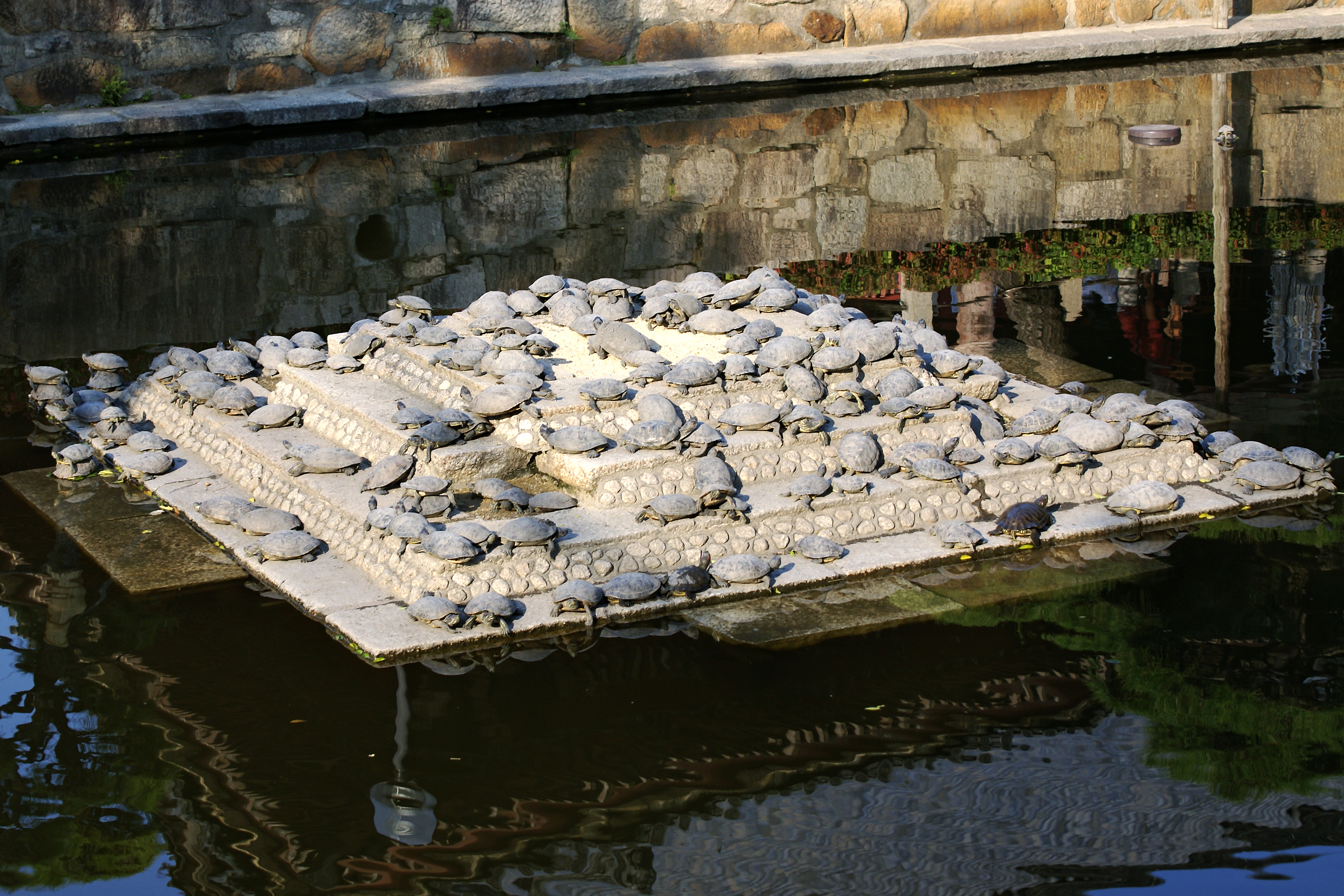
Quy trì (Hồ rùa) 龜池
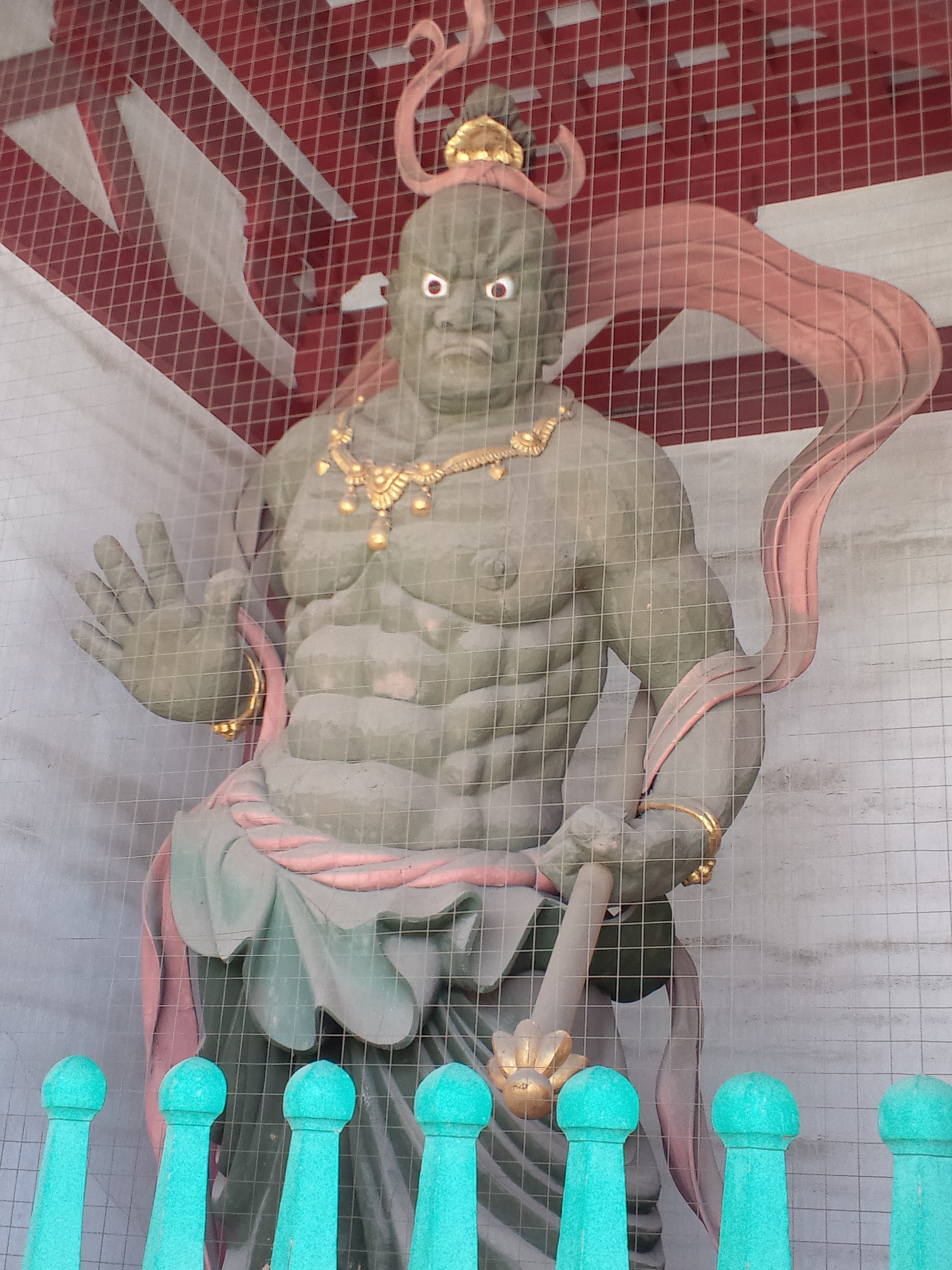
Kim cương lực sĩ tại Trung Môn
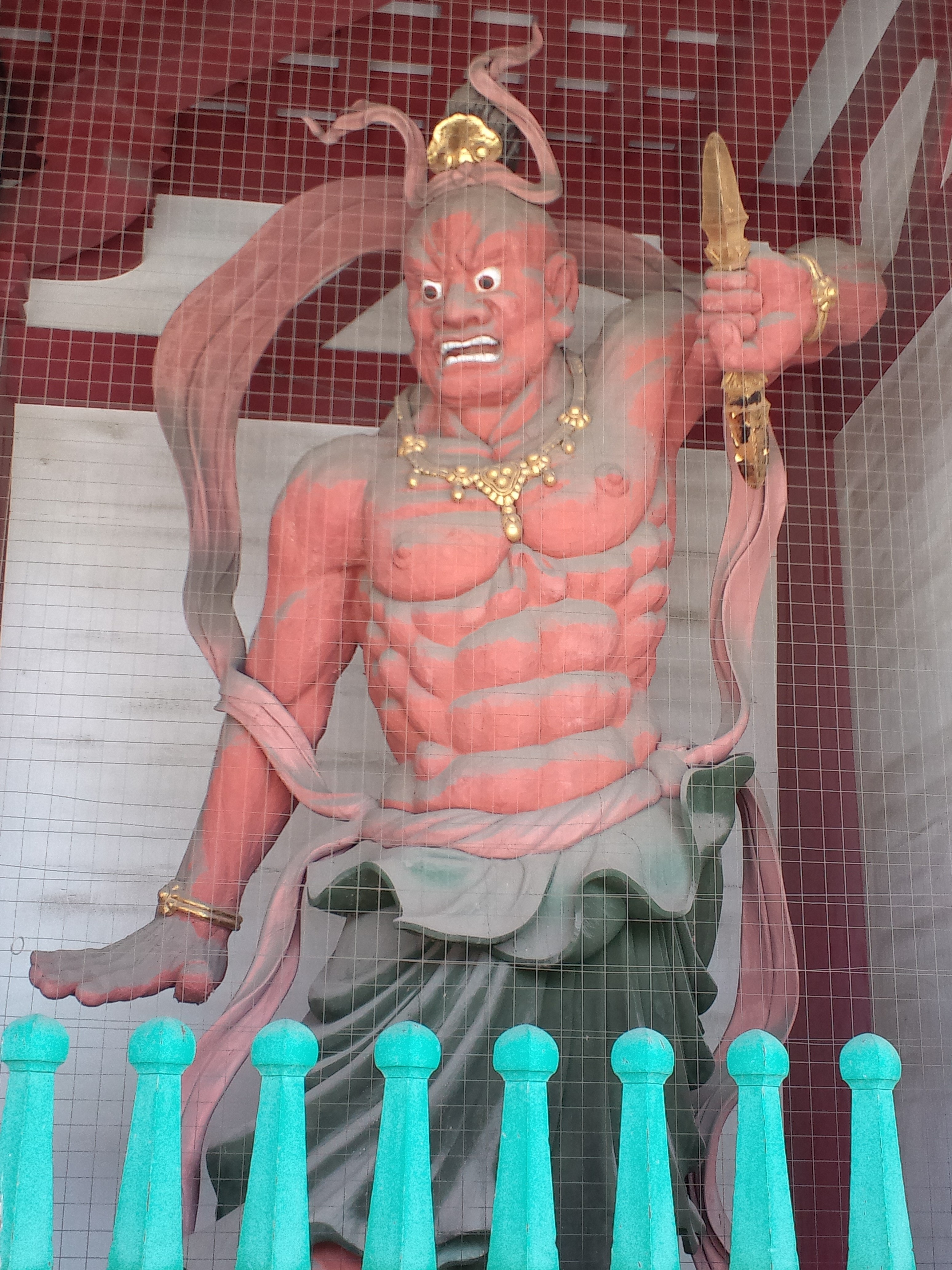
Kim cương lực sĩ tại Trung Môn
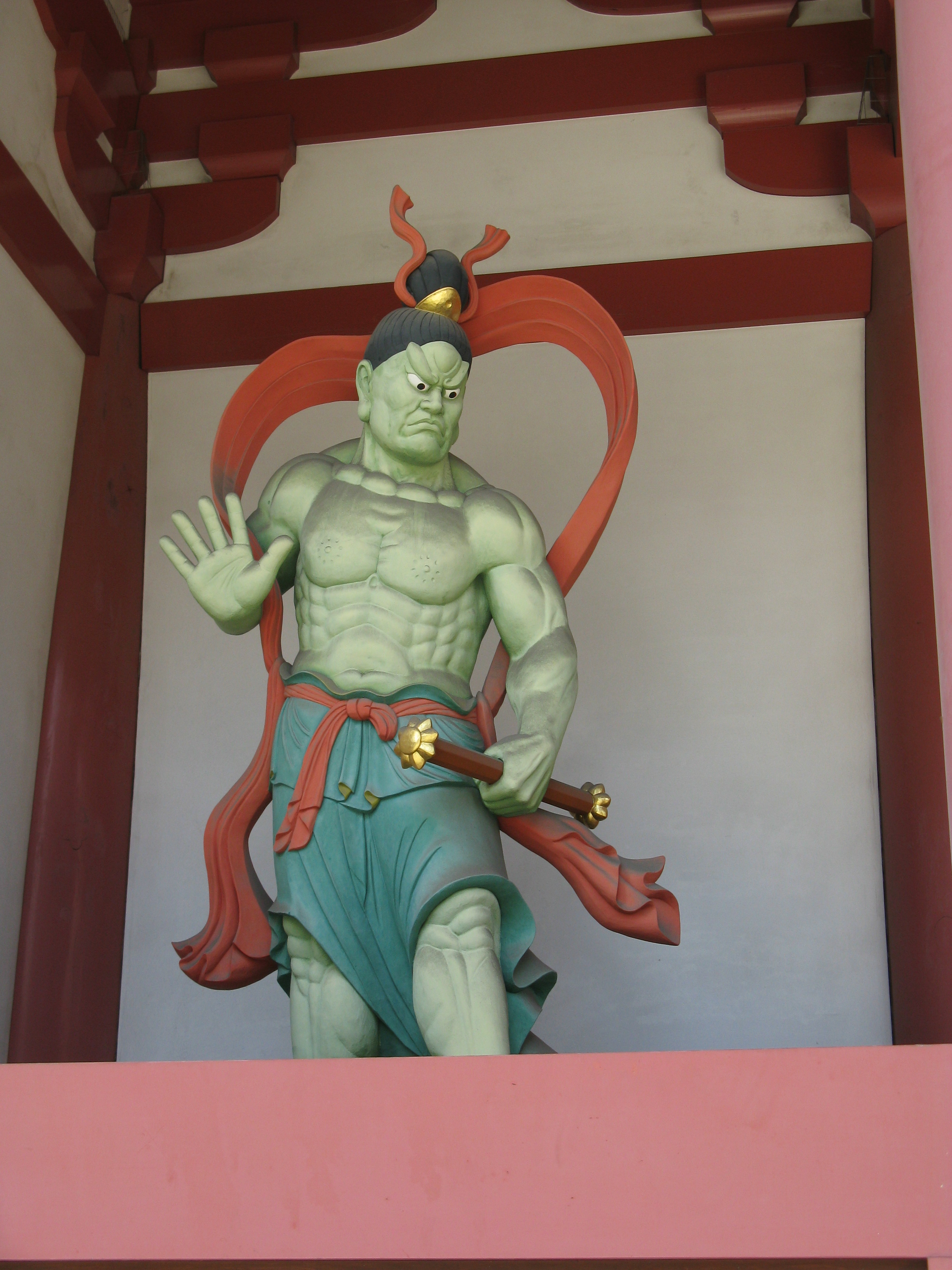
Kim cương lực sĩ tại Đông Đại Môn
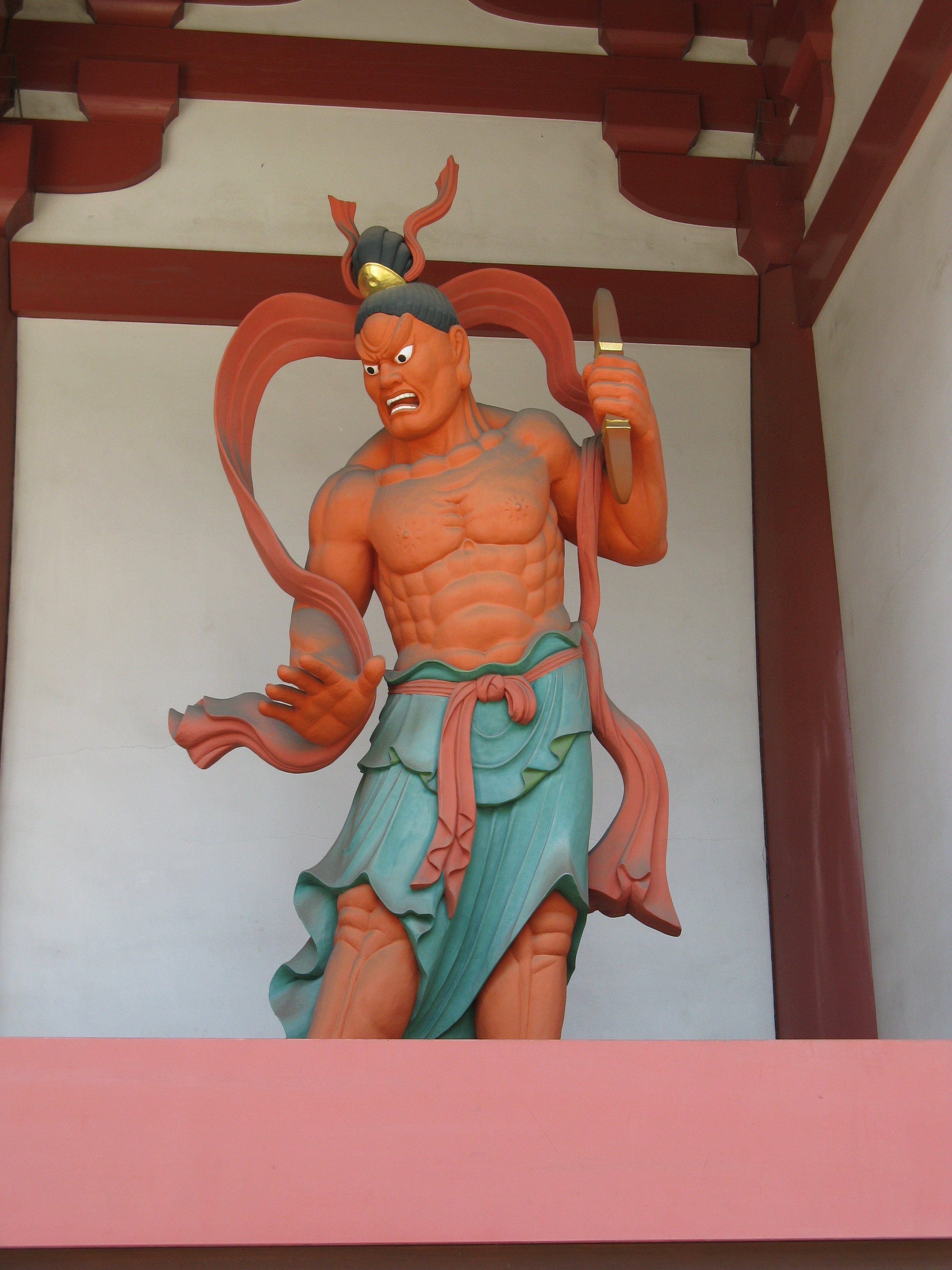
Kim cương lực sĩ tại Đông Đại Môn

## Di sản văn hoá

### Công trình kiến trúc
Công trình văn hoá quan trọng (do nhà nước chỉ định)
- Lục Thì đường chùa Tứ Thiên Vương (六時堂, Rokujidō)
- Cửa tây nội sảnh
- Nhà ở của trụ trì (湯屋方丈, Yuya hōjō)
- Ngũ Trí Quang viện (五智光院, Gochikōin)
- Nguyên Tam Thái Sư đường (元三大師堂, Ganzandaishidō)
- Thạch vũ đài (石舞台, Ishi butai)
- Cổng Torii (鳥居) bằng đá (cùng hai bức tường bằng ngọc ở hai bên), được dựng vào năm 1294, chữ trên cổng được khắc vào năm Gia Lịch thứ nhất (1326) dưới thời Thiên hoàng Go-Daigo

Di sản hữu hình đã được công nhận
- Lầu bát giác cùng hồ nước và nhà khách sử dụng trong cuộc Triễn lãm nội địa Nhật Bản tại Osaka năm 1903

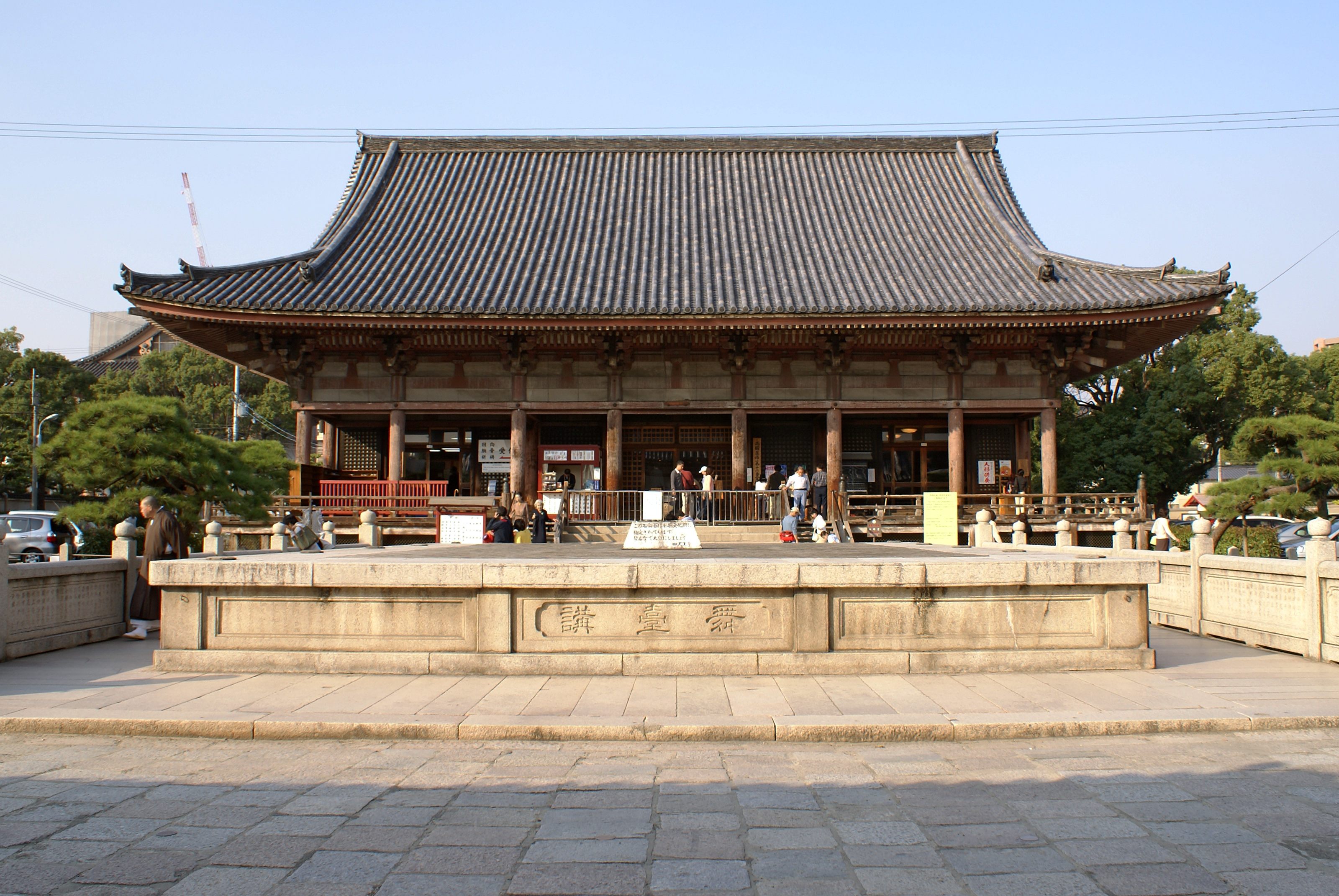
Lục Thì đường (六時堂, Rokujidō)
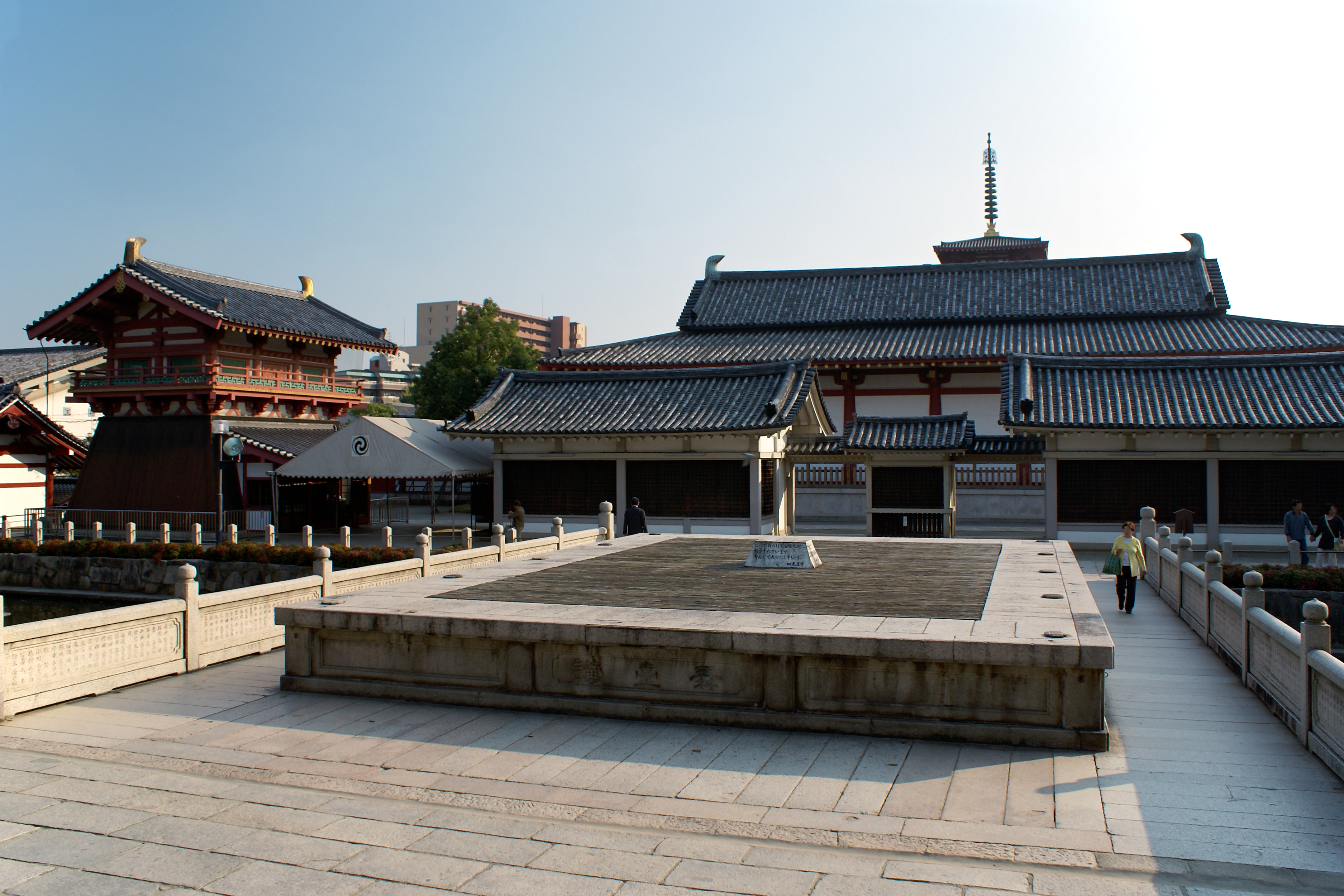
Thạch vũ đài (石舞台, Ishi butai)
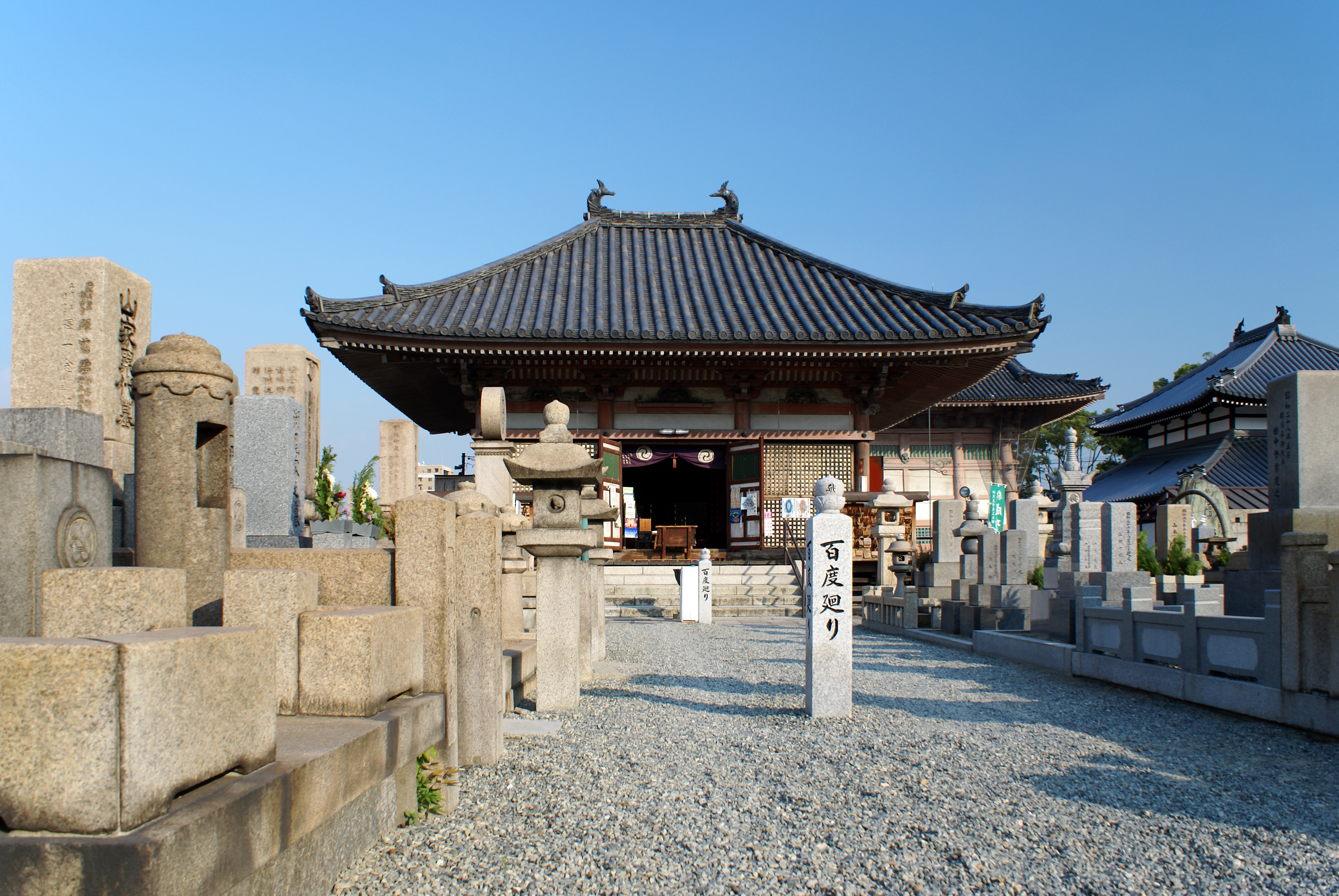
Nguyên Tam Thái Sư đường (元三大師堂, Ganzandaishidō)
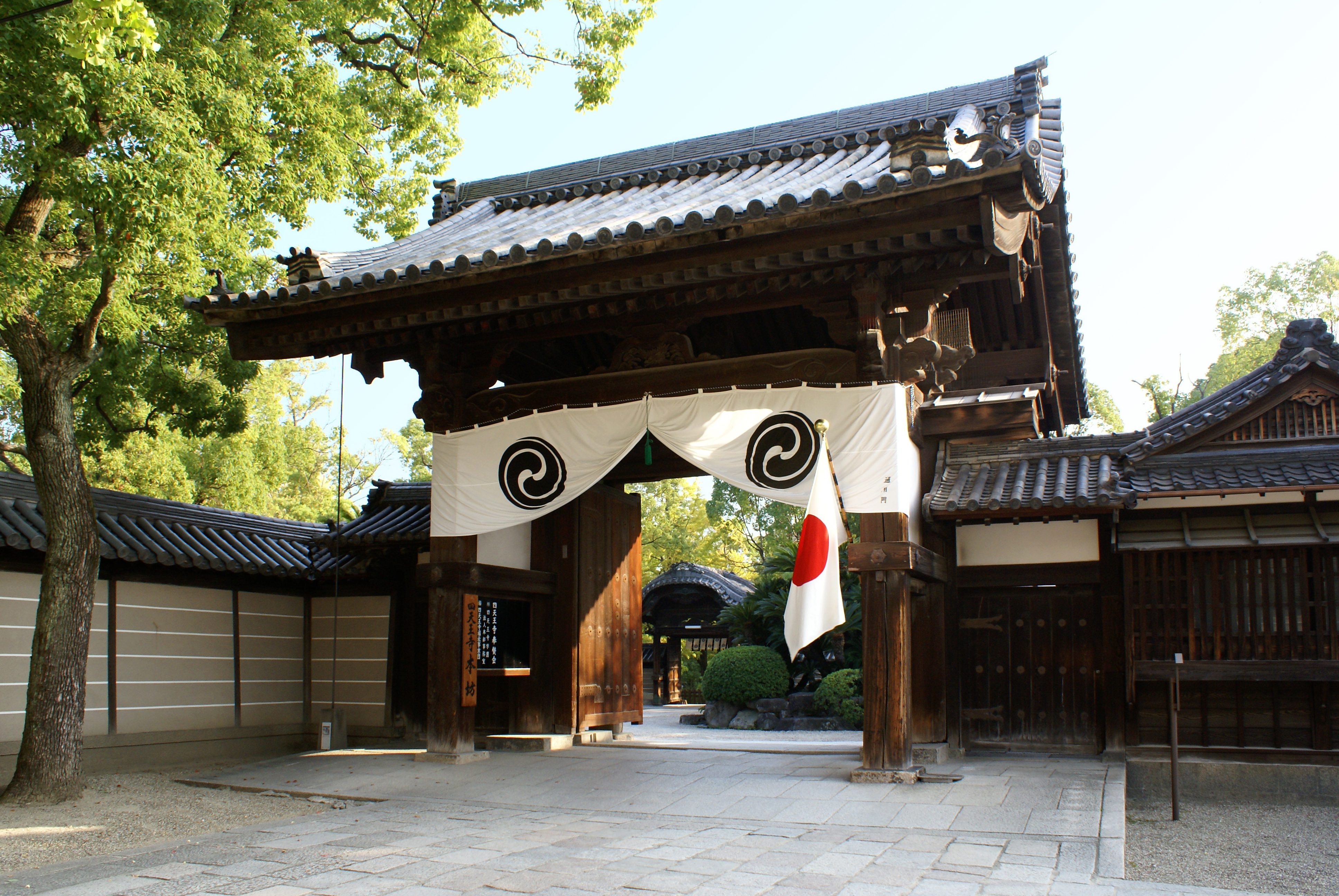
本坊西通用門
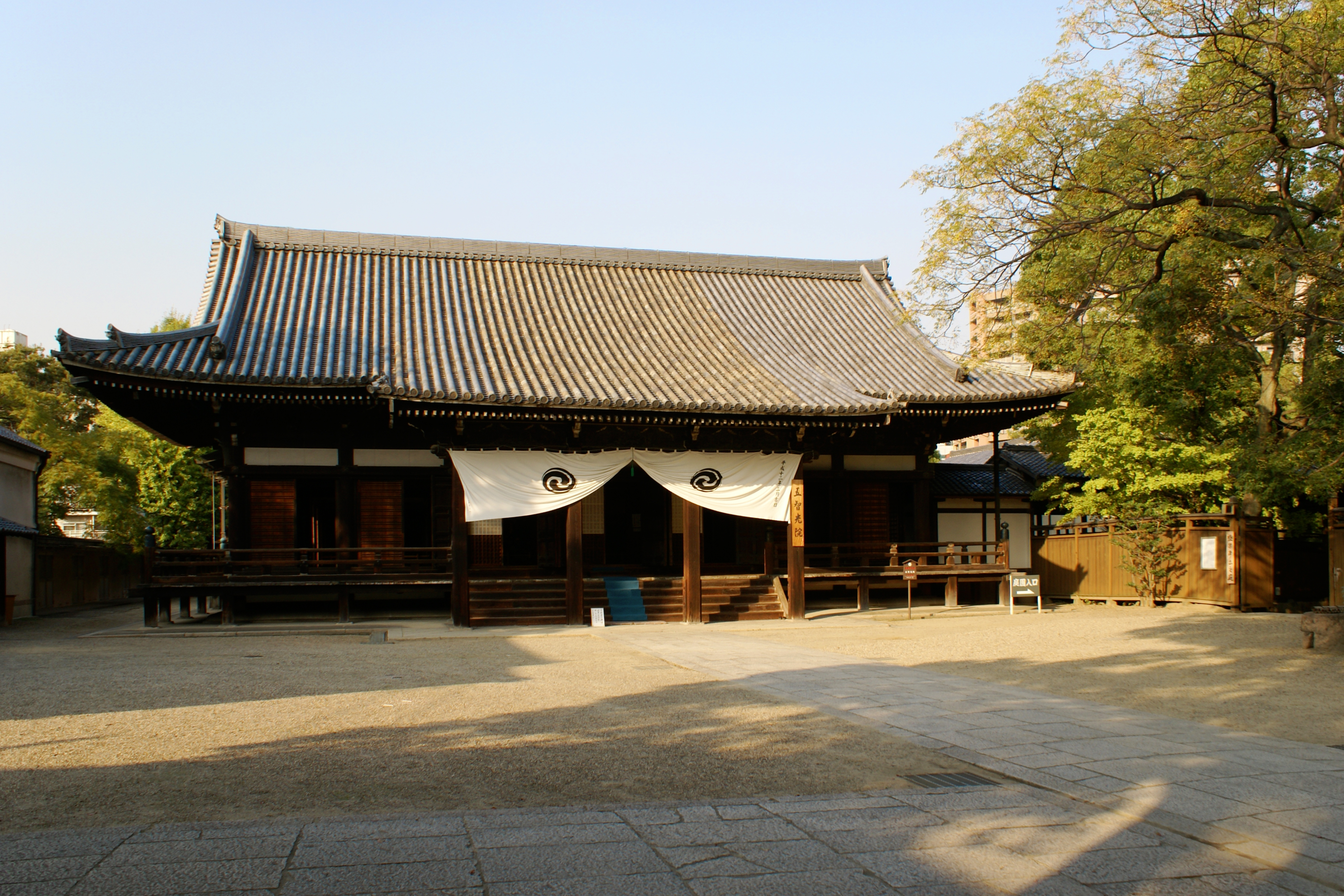
Ngũ Trí Quang viện (五智光院, Gochikōin)
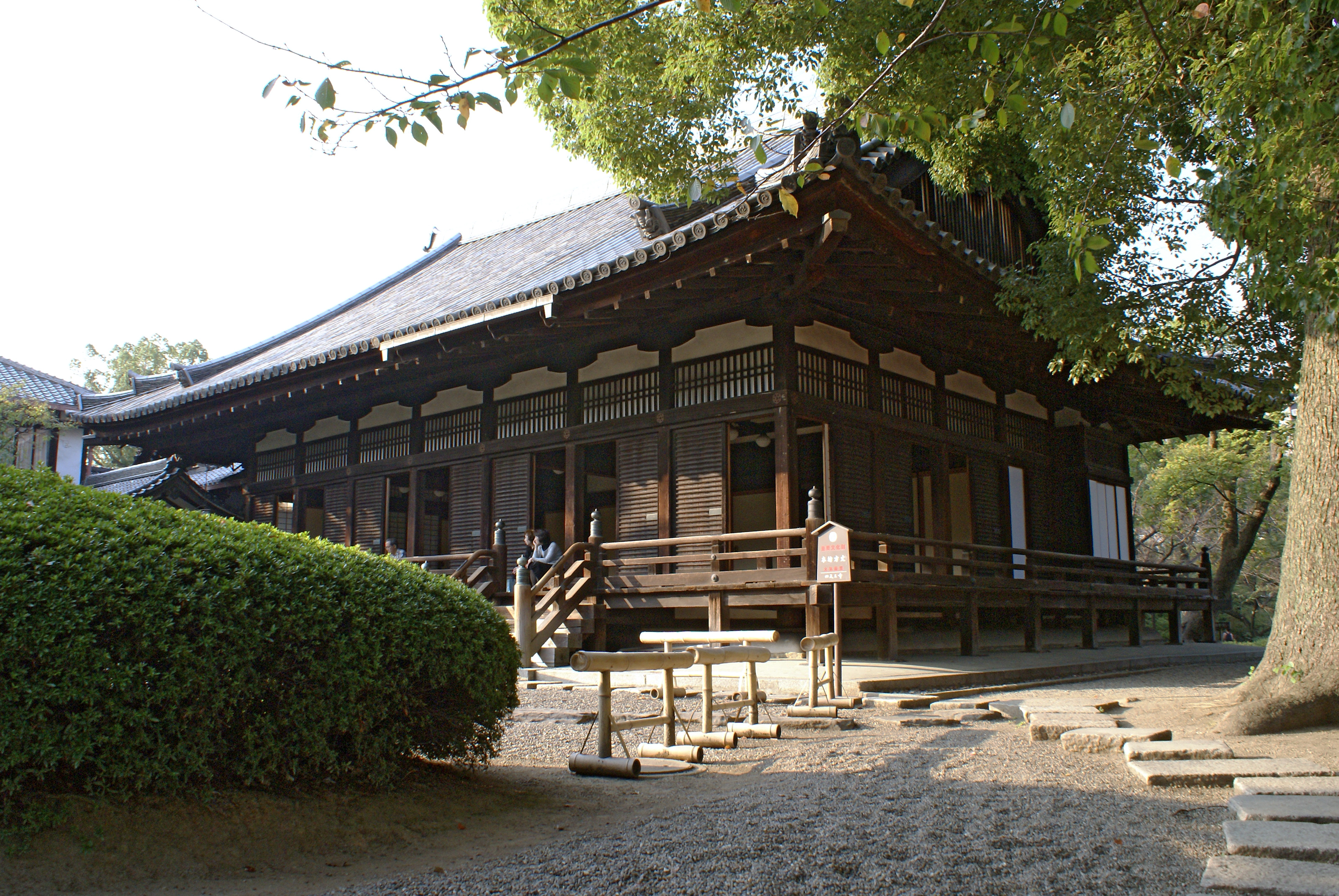
Nhà ở của trụ trì (湯屋方丈, Yuya hōjō)
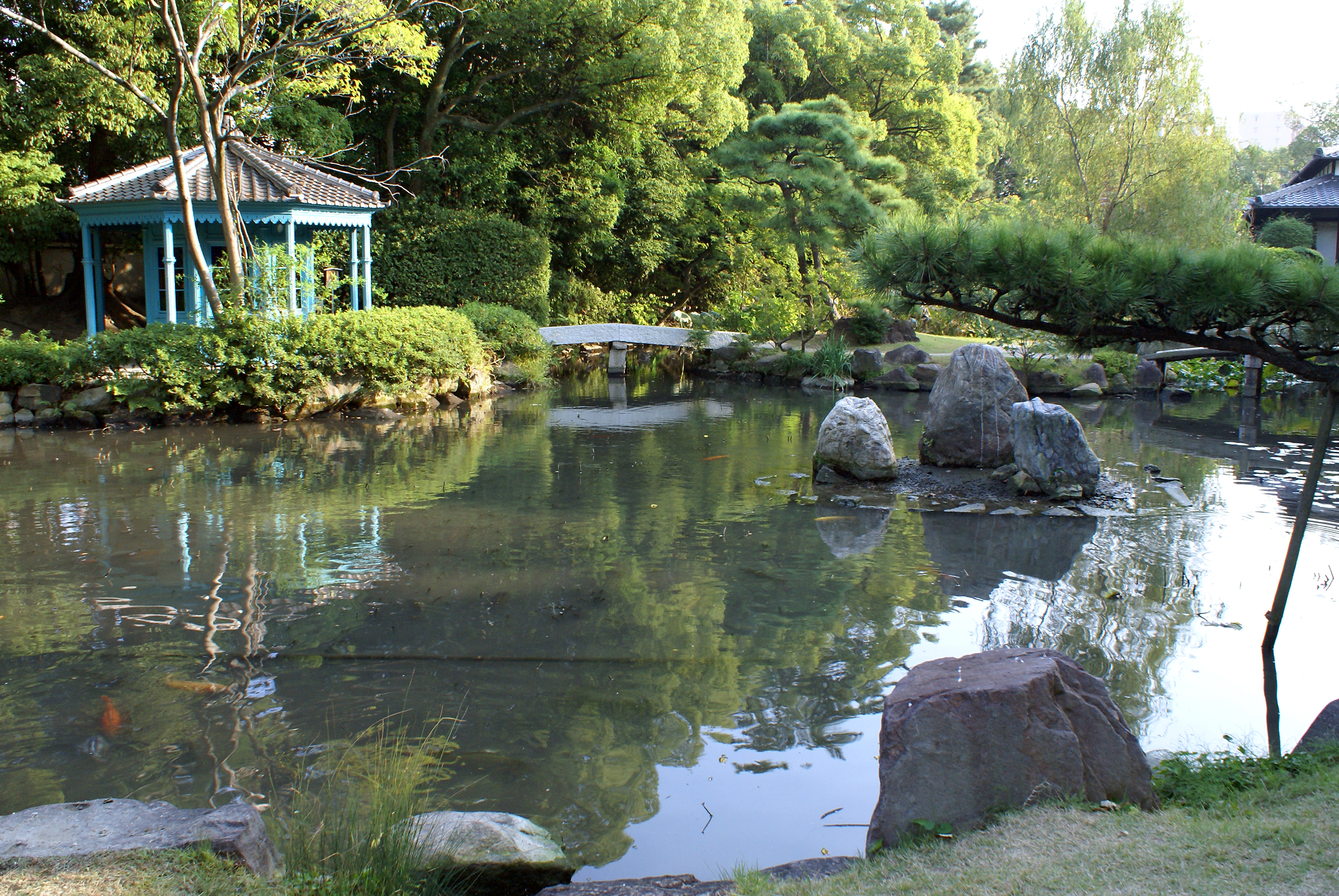
Đình bát giác (八角亭, hakkakutei) cùng hồ trong hoa viên

### Các sản phẩm mỹ thuật thủ công
Quốc bảo
Chùa Tứ Thiên Vương hiện vẫn lưu giữ một số cổ vật được chính phủ Nhật Bản xếp vào hạng Quốc bảo:

Quốc bảo trong chùa Tứ Thiên Vương
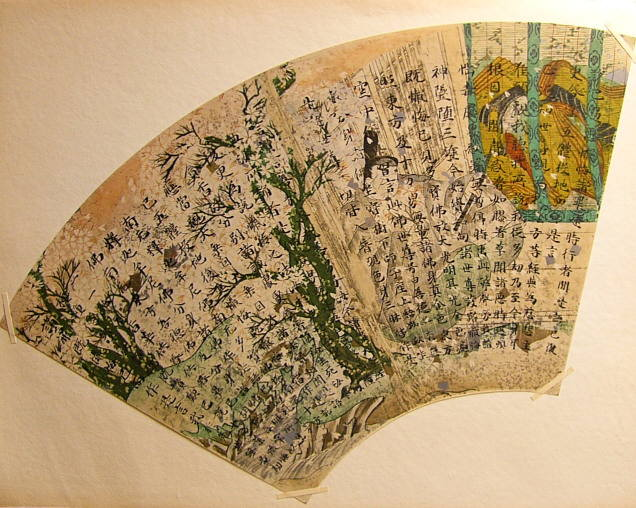
Quạt đề Kinh Diệu Pháp Liên Hoa
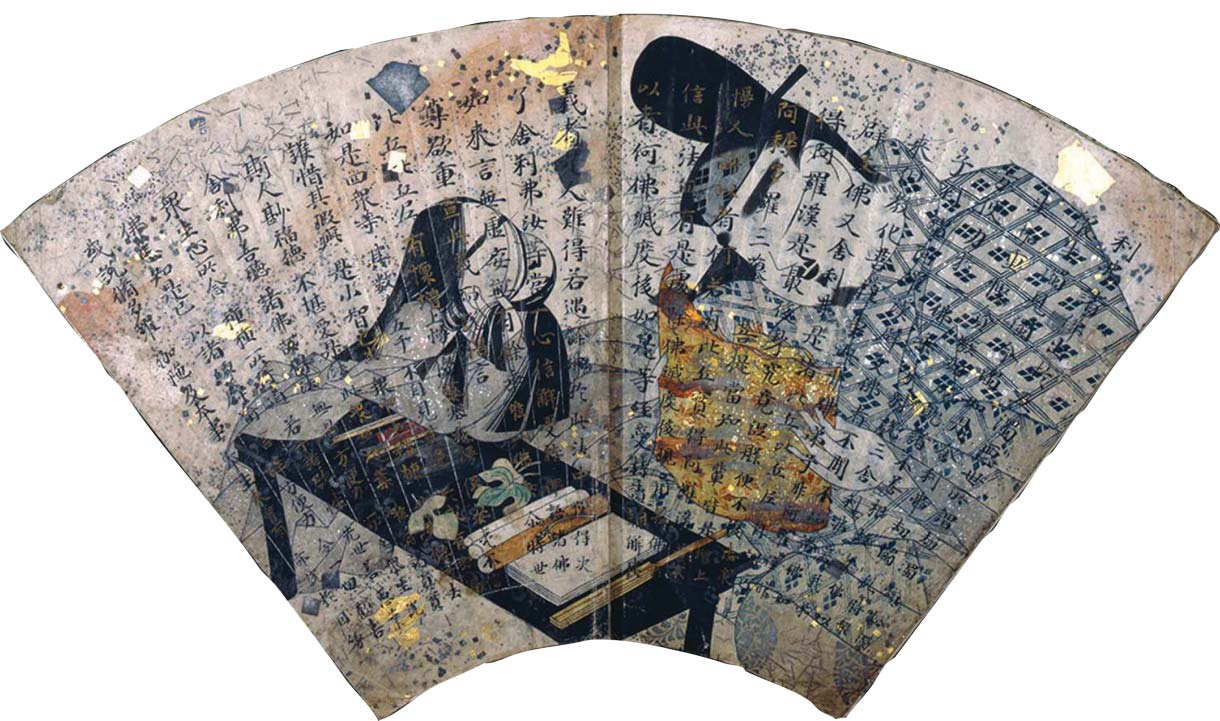
Quạt đề Kinh Diệu Pháp Liên Hoa
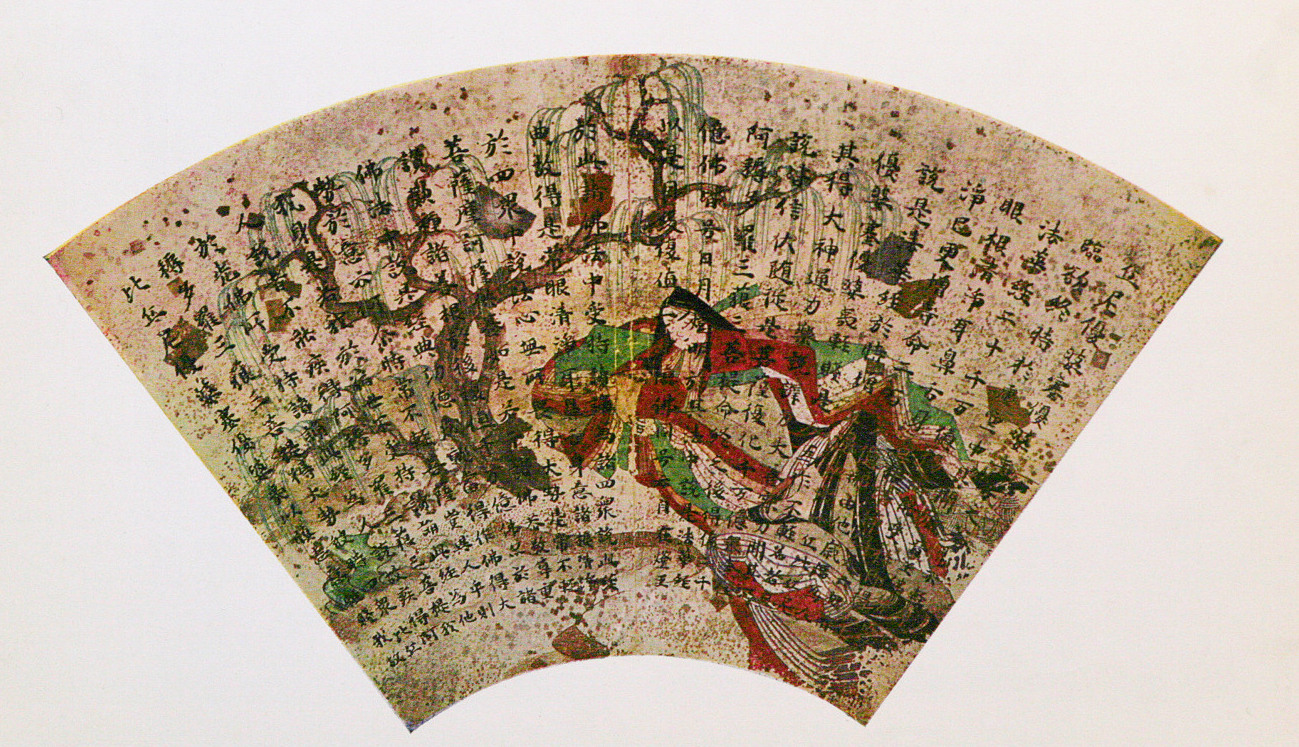
Quạt đề Kinh Diệu Pháp Liên Hoa
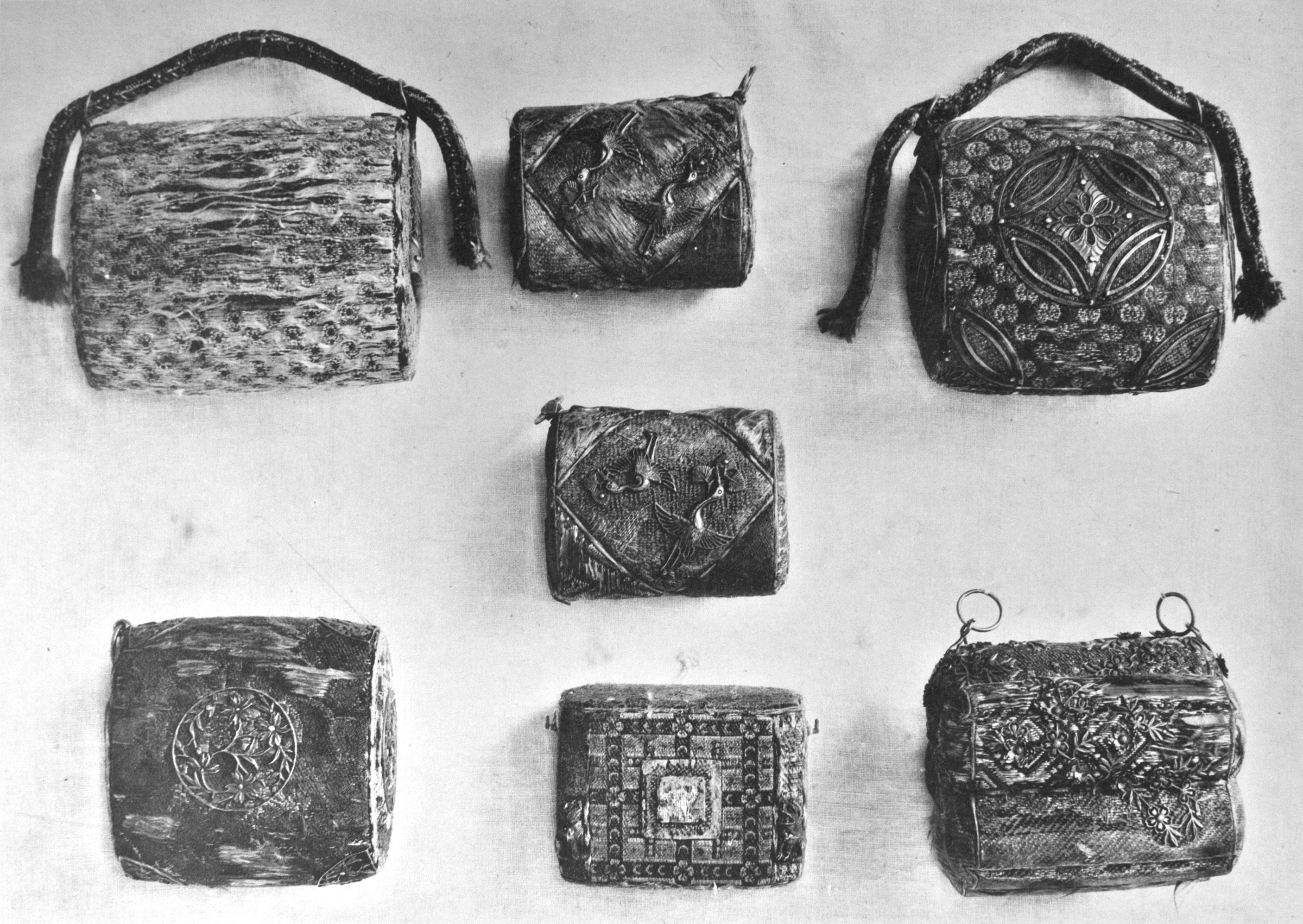
Huyền thủ (懸守, kakemamori)